# Ševčenkove (Izmajilský rajón)
Ševčénkove (ukrajinsky Шевчéнкове,  [ˈʃɛu̯tʃenkowe]) je vesnice v Izmajilském rajónu v Oděské oblasti Ukrajiny. Patří k Kilijské městské hromady, jedné z hromad Ukrajiny. Nachází se 63 km od centra rajónu a 28 km od železniční stanice Dzinilor. Území vesnice má rovinatou topografii. Velký shluk vodních útvarů v povodí Dunaje a severní části Černého moře je soustředěn v okruhu 30 km. Podle sčítání lidu v roce 2001 žilo v obci 5 625 obyvatel, rozloha území je 6,37 km² (zemědělská půda — 98,68 km²) a v obou ukazatelích je největší obcí okresu.
Vesnice byla založena v roce 1790 jako Karamahmet sloboda Osmanské říše. Přejmenována na vesnici Ševčenkove v 14. listopadu 1945 na počest básníka-kobzara Tarase Ševčenka. Od 17. července 2020, v rámci správní reformy na Ukrajině, se Ševčenkove stalo součástí Izmajilského rajónu v důsledku zrušení Kilijského rajónu.

## Galerie

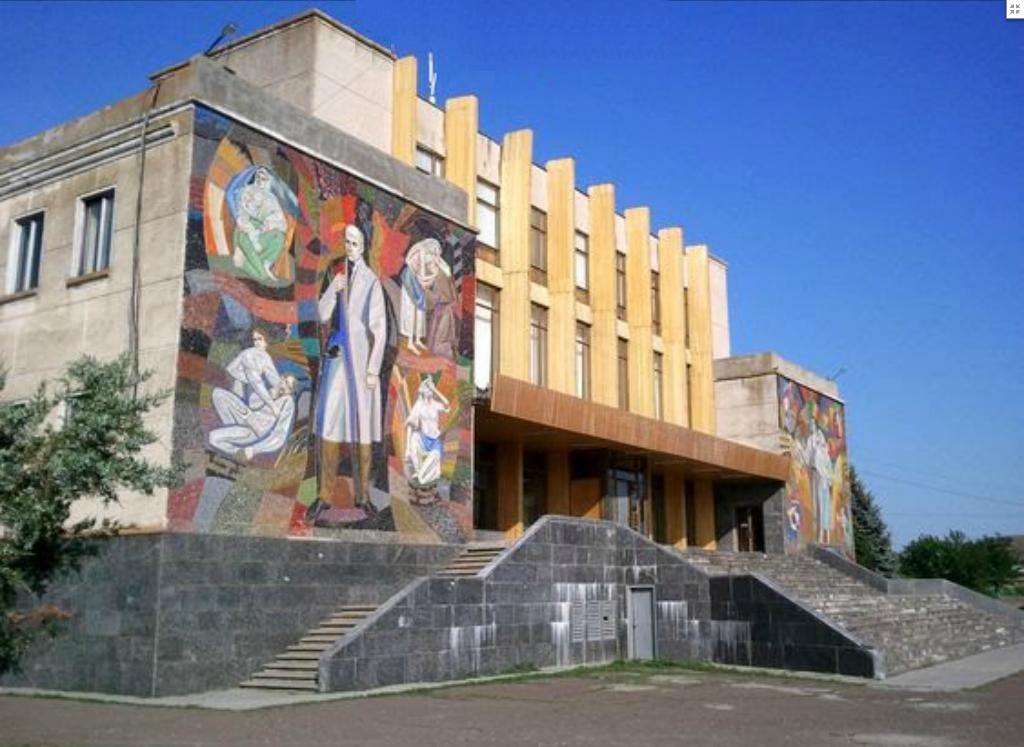
Kulturní dům
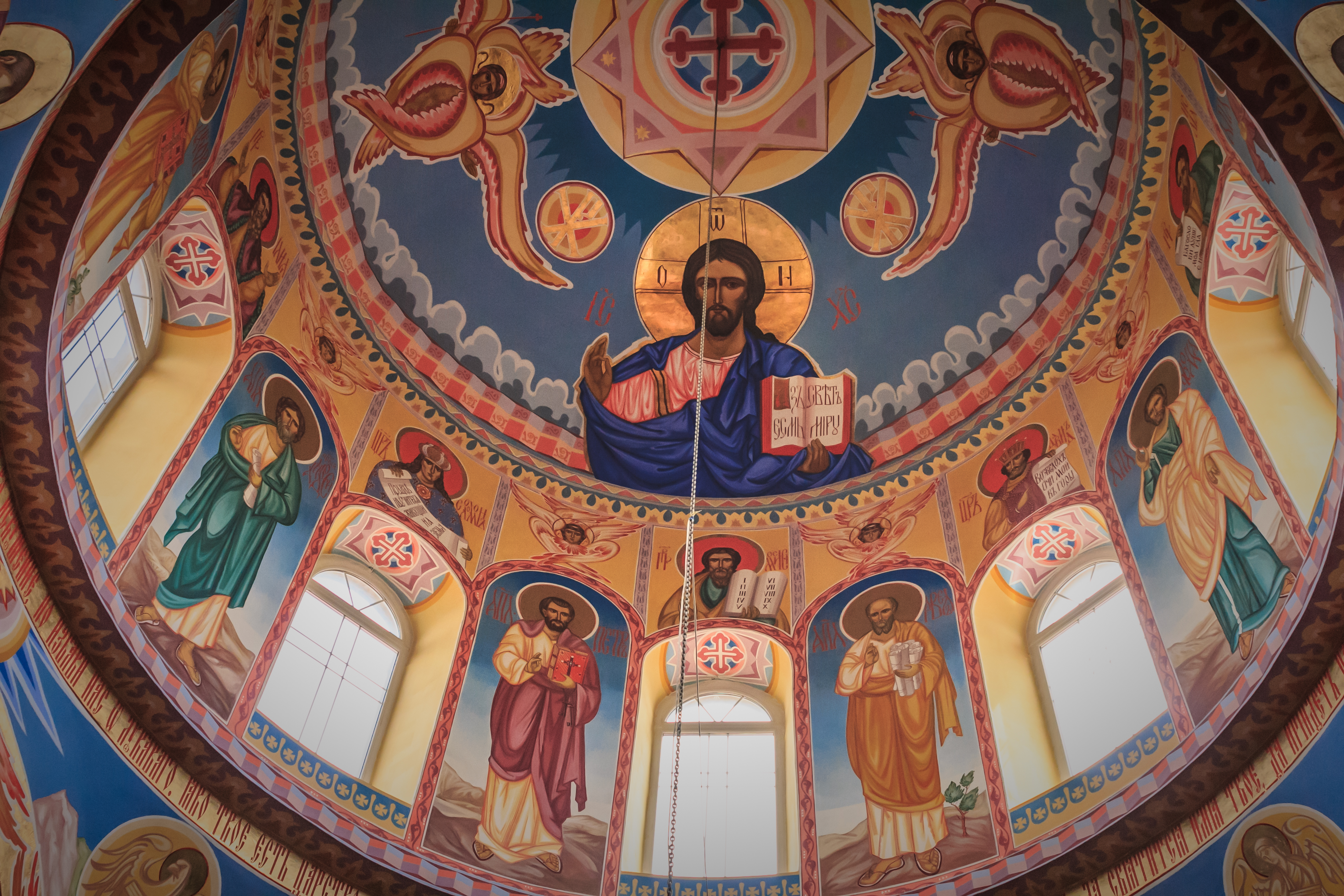
Kopule kostela sv. Jana (od roku 2023 — Pravoslavná církev Ukrajiny)
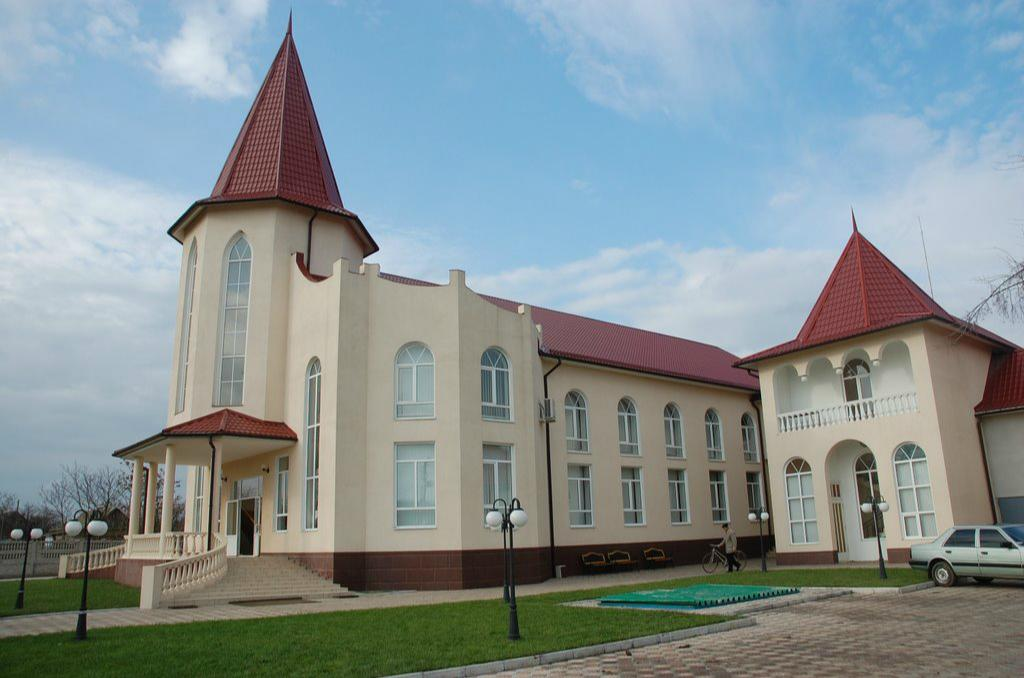
Fasáda baptistického kostela, nazývaného také Dům evangelia

## Historie
V roce 1776 se vedle statku generála osmanské armády Kara Mahmeta (osmanský: Kara Mehmet) na březích potoka Techia objevila první ukrajinská osada, založená kozáckými rodinami ze Záporožského Siče. 12. dubnajul./ 23. dubna 1790greg. byla osada přeměněna na sloboda. V roce 1812, po uzavření Bukurešťské smlouvy, se stala součástí Besarábské oblasti Ruské impérium. Dne 27. záříjul./ 9. října 1848greg. byl postavený kostel vysvěcen na den apoštola a evangelisty Jana. V roce 1856, v důsledku Pařížské smlouvy, se osada stala součástí států, které byly pod suzerenitou Osmanské říše: Moldavské knížectví (1856–1859), Spojená knížectví Moldavska a Valašska (1859–1862), Rumunská spojená knížectví (1862–1866), Rumunské knížectví (1866–1878). Sloboda se stala vesnicí a pro obyvatele byly zavedeny robotní povinnosti a daně. V roce 1878, podle Berlínské smlouvy, se vesnice vrátila do Besarabské gubernie Ruské impérium a Rumunské knížectví získalo nezávislost. V roce 1917, po rozpadu Ruské impérium, se vesnice stala součástí samozvané Moldavské demokratické republiky, vytvořené v bývalé Besarábské gubernii. V roce 1918 zavedlo Rumunské království rumunské jednotky do Besarabské gubernie (včetně vesnice) a bylo rozhodnuto připojit Besarábii k Rumunskému království. V roce 1940 podle paktu Ribbentrop-Molotov Sovětský svaz připojil Besarábii k SSSR a obec patřila k Ukrajinské SSR. V roce 1941, po zahájení operace Barbarossa fašisty, byla vesnice obsazena Rumunským královstvím. V roce 1944, během druhé Jasko-kišiněvské operace, sovětská armáda osvobodila vesnici od fašistů a v roce 14. listopadu 1945 byla přejmenována na Ševčenkove. V roce 1991, po rozpadu Sovětského svazu, se obec stala součástí Ukrajiny.

## Obyvatelstvo
Rozložení obyvatelstva podle mateřského jazyka
Podle sčítání lidu v roce 2001 byla většina obyvatel Ševčenkova ukrajinsky mluvící (96,85%).